# Enrico Porro
Enrico Porro (Lodi Vecchio, Italija, 16. siječnja 1885. – Milano, Italija, 14. ožujka 1967.) je pokojni talijanski hrvač armenskog podrijetla. Olimpijski je pobjednik iz Londona 1908. u kategoriji do 66,6 kg grčko-rimskim stilom. Također, natjecao se i na Olimpijadama 1920. i 1924.

## Karijera

### OI 1908. London
| London 1908.     | London 1908. | London 1908. | London 1908.  |
| Protivnik        | Zemlja       | Rezultat     | Natjecanje    |
| ---------------- | ------------ | ------------ | ------------- |
| Téger József     | Mađarska     | pobjeda      | osmina finala |
| Gustaf Malmström | Švedska      | pobjeda      | četvrtfinale  |
| Gunnar Persson   | Švedska      | pobjeda      | polufinale    |
| Nikolaj Orlov    | Rusija       | pobjeda      | finale        |